# Pétrel soyeux
Pterodroma mollis
Espèce
Statut de conservation UICN

 LC  : Préoccupation mineure

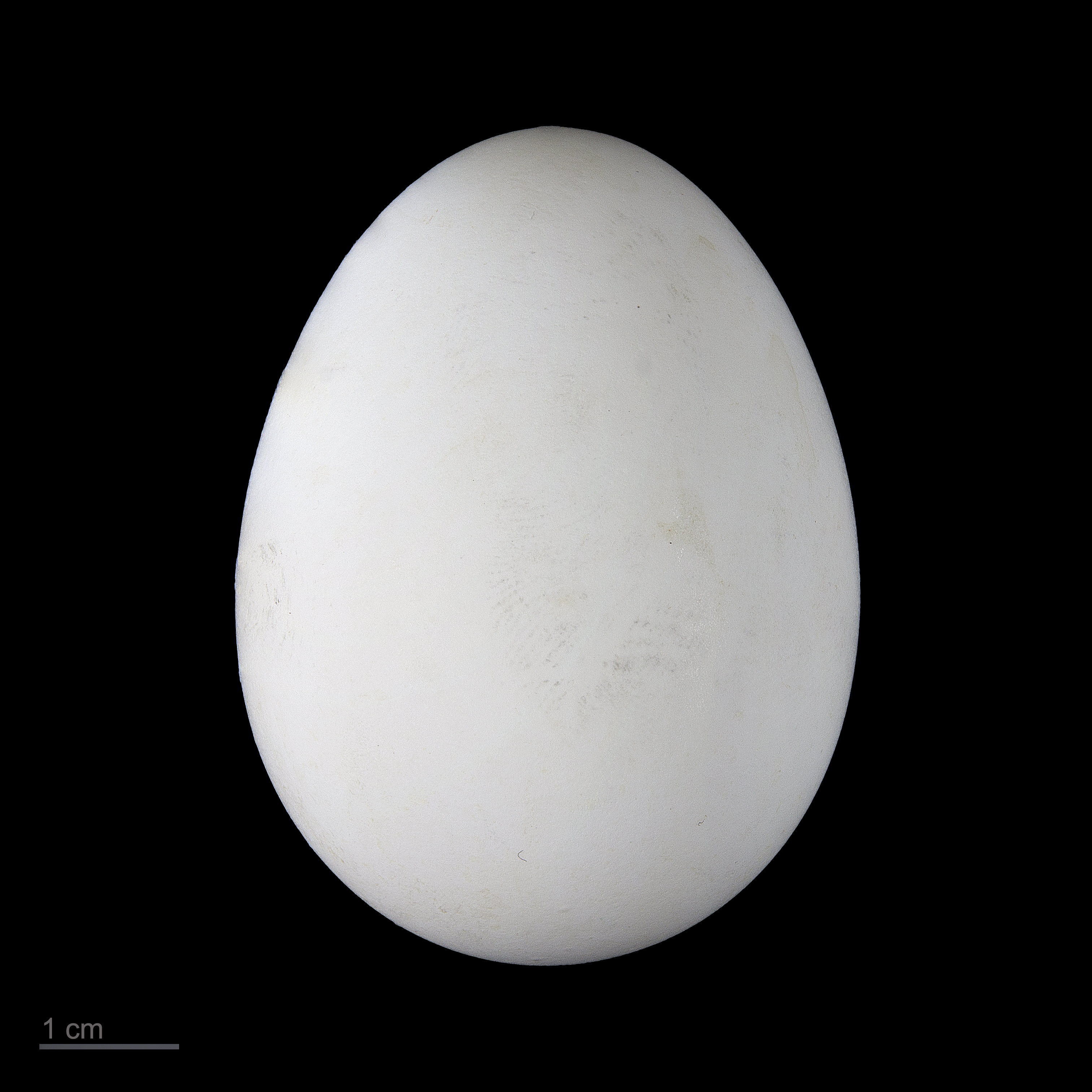
Pterodroma mollis - MHNT

Le Pétrel soyeux (Pterodroma mollis) est une espèce d'oiseaux marins de la famille des Procellariidae.

## Description

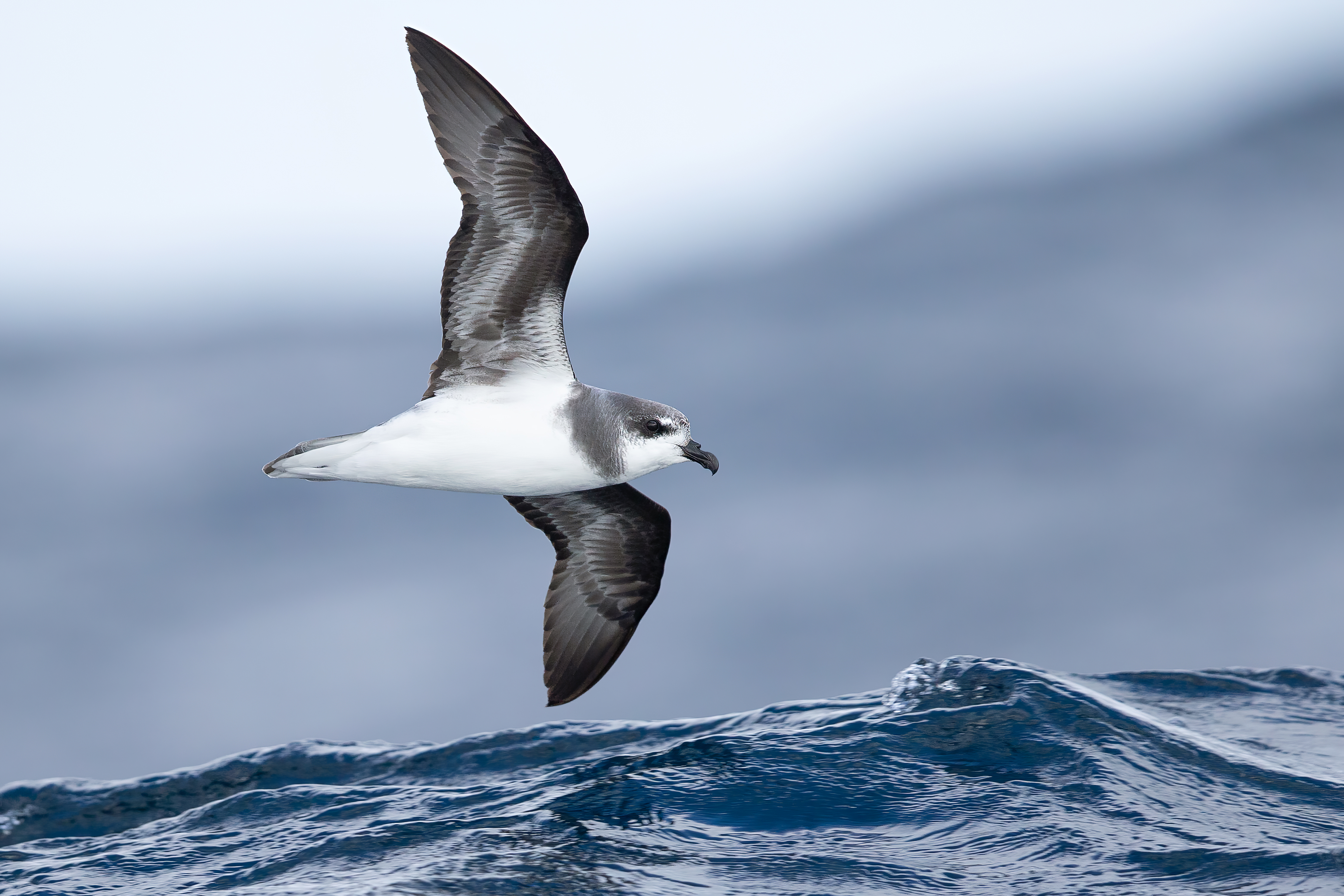
Pétrel soyeux en vol près de Eaglehawk Neck en Tasmanie. Mai 2019.

Cet oiseau mesure environ 34 cm de longueur pour une envergure de 89 cm. Il ne présente pas de dimorphisme sexuel.
Le dessous des ailes est gris (mais paraît noir à distance). Le ventre est blanc.

## Répartition
Il se reproduit à travers les îles sub-antarctiques, nichant notamment à Tristan da Cunha,sur l'Île Gough, sur l'Île du Prince-Édouard, sur les Îles Crozet, sur l'île d'Amsterdam et sur les Îles Antipodes. Après la saison de la reproduction, les pétrels soyeux se dispersent, atteignant l'est de l'Amérique du Sud jusqu'au Nord du Brésil, le sud de l'Afrique et l'Australie.

## Sous-espèces
D'après la classification de référence (version 5.2, 2015) du Congrès ornithologique international, cette espèce est monotypique (non divisée en sous-espèces).